# Загойник тарілчастий
Загойник тарілчастий (Sideritis catillaris) — вид квіткових рослин родини глухокропивових (Lamiaceae).

## Біоморфологічна характеристика
Це багаторічна рослина 30–50 см. Приквіткові листки жовті або жовто-зелені, серцеподібні, слабо опушені або голі, широко налягають краями в одній парі.

## Поширення
Ендемік Криму.
В Україні вид зростає на яйлі на кам'янистих сухих схилах, на вапнякових оголеннях, скелях, галявинах і в букових лісах — у гірському Криму (центральна сх. ч., зазвичай; зх. ч., рідко).